# آلکالوئید

نیکوتین یک آلکالوئید است.

آلکالوئید (به انگلیسی: alkaloid) به هریک از ترکیبات آلی شیمیایی گفته می‌شود که دست کم دارای یک اتم نیتروژن در حلقه هتروسیکلیک هستند. مشخصه آلکالوئیدها داشتن ترکیبات نیتروژنی هستند. تاکنون بیش از ۱۰٫۰۰۰ آلکالوئید در طبیعت یا در آزمایشهای شیمیایی شناسایی شده‌است.
در حقیقت ارائه تعریفی دقیق از اصطلاح آلکالویید (شبه قلیا) تا حدی مشکل است چون مرز واضحی بین آلکالوئیدها و آمینهای پیچیده طبیعی وجود ندارد. آلکالوئیدهای معمول که از گیاهان به‌دست می‌آیند، نوعی ترکیبات بازی هستند که حداقل دارای یک اتم نیتروژن (معمولا در یک حلقه هتروسیکلیک) می‌باشند. ترکیبات مزبور معمولاً دارای اثرات فیزیولوژیک برجسته‌ای روی انسان و حیوانات می‌باشند. گاهی نام پروتوآلکالوئید یا آمینو آلکالوئید را برای ترکیباتی همچون هوردنین، افدرین و کلشی سین که فاقد یک یا تعداد بیشتری از خواص آلکالوئیدهای معمول هستند، به کار می‌برند. آلکالوئیدهای دیگری که ویژگی‌های آن‌ها با ویژگی‌های ارائه شده در تعریف عمومی مطابقت ندارند آنهایی هستند که از راه سنتز به دست می‌آیند لیکن در گیاهان یافت نمی‌شوند. این دسته از ترکیبات شباهت زیادی به آلکالوئیدهای طبیعی دارند (برای نمونه: هماتروپین). عملاً به آن دسته از ترکیباتی که در گیاهان یافت می‌شوند و به آزمایشهای کیفی در مورد الکالوییدها جواب مثبت می‌دهند، آلکالوئید گفته می‌شود و چنانچه گیاهان نسبت به این آزمایشها جواب مثبت دهند معمولاً آن‌ها را جزو گیاهان حاوی آلکالوئید قلمداد می‌نمایند.

## خواص آلکالوئیدها
اغلب آلکالوئیدها ترکیبات متبلوری هستند که با اسیدها ترکیب یافته و تولید نمک می‌نمایند. این گروه از ترکیبات ممکن است در گیاهان به حالت آزاد یا به صورت نمک یا به شکل N- اکسیدها یافت شوند. اکثر آلکالوئیدها علاوه بر عنصر های کربن و هیدروژن و نیتروژن، دارای اکسیژن نیز می‌باشند. تعداد کمی از آن‌ها مانند کونین در شوکران و نیکوتین در تنباکو فاقد اکسیژن بوده و به صورت مایع هستند. گرچه آلکالوئیدهای رنگی به ندرت یافت می‌شوند ولی ناشناخته نیز نمی‌باشند. برای مثال بربرین به رنگ زرد و نمکهای سنگوئی نارین به رنگ سرخ مسی هستند. دانستن حلالیت آلکالوئیدها واملاح آن‌ها دارای اهمیت قابل توجهی در داروسازی می‌باشد زیرا ترکیبات آلکالوئیدی را اغلب به صورت محلول عرضه می‌کنند و ضمناً با استفاده از تفاوتهای موجود بین حلالیت آلکالوئیدها و املاح آنها، روش‌های تجزای آلکالوئیدها از گیاهان و جداسازی آن‌ها از ترکیبات غیر آلکالوئیدی را پایه‌گذاری نموده‌اند. واقعیت امر این است که در کل، بازهای آزاد معمولاً در آب کم محلول بوده لیکن در حلالهای آلی محلول هستند. برای مثال هیدروکلرید استریکنین در آب خیلی بیشتر از باز استریکنین حل می‌شود. البته استثناهای زیادی از قانون عمومی فوق وجود دارد، برای مثال کافئین (باز) را می‌توان به آسانی با آب از چای عصاره‌گیری نمود و کلشی سین درآب اسیدی یا خنثی یا قلیایی محلول می‌باشد. از طرفی، برخی از املاح آلکالوئیدی کم محلول هستند برای نمونه سولفات کینین فقط در حد یک قسمت در هزار قسمت آب قابل حل می‌باشد، ولی یک قسمت هیدروکلرید کینین در کمتر از یک قسمت آب حل می‌شود و گانودرما برعكس .

## عصاره‌گیری آلکالوئیدها
روشهای عصاره‌گیری متفاوت بوده و بستگی به میزان آلکالوئید و هدف از استخراج آن و نیز وضعیت ماده خام دارد. در بسیاری از پژوهش‌ها با به کار بردن تکنیک کروماتوگرافی، نتایج سریع و دقیقی به دست می‌آید. اما اگرمقدار قابل توجهی از آلکالوئید مورد نیاز باشد، یکی از روش‌های عمومی زیر معمولا مورد استفاده قرارمی گیرد:
1. ماده گیاهی پودر شده را با آب مرطوب و سپس با آهک مخلوط می‌نمایند. آهک با اسید‌ها و تاننها و ترکیبات فنلی دیگر ترکیب شده و آلکالوئید را به صورت باز آزاد درمی‌آورد (در صورتی که در گیاه به شکل ملح باشد). سپس عصاره‌گیری با حلالهای آلی مانند اتر یا پترولئوم سبک انجام می‌پذیرد. مایع آلی تغلیظ شده را با محلول اسید در آب مخلوط کرده و اجازه داده می‌شود که دو فاز جدا شوند. املاح آلکالوئیدی در فاز آبکی وارد شده، ولی بسیاری از ناخالصی‌ها در فاز آلی باقی می‌مانند.
2. ماده گیاهی پودر شده را با آب یا مخلوط آب و الکل که حاوی اسید رقیق است عصاره‌گیری می‌نمایند. مواد رنگی و دیگر مواد ناخواسته را به وسیله تکان دادن عصاره با کلروفرم یا حلالهای آلی دیگر جدا می‌سازند. پس از افزودن بی کربنات سدیم یا آمونیاک به محلول آبکی عصاره، آلکالوئیدها به صورت باز آزاد رسوب کرده که می‌توان آن‌ها را به وسیله صاف کردن یا عصاره‌گیری با حلالهای آلی جدا نمود.

گاهی عصاره‌گیری در سطح وسیع و بر پایه روش‌های فوق در کنار مزرعه انجام می‌پذیرد و سپس مخلوط خام آلکالوئیدها برای جداسازی و تخلیص به کارخانه فرستاده می‌شود. استخراج آلکالوئیدهای گنه گنه و کوکا در آمریکای جنوبی و اندونزی به شیوه اخیر انجام می‌پذیرد و سپس آلکالوئیدهای خام به اروپا یا آمریکا یا ژاپن فرستاده می‌شود. جدا کردن و تخلیص نهائی آلکالوئیدها گاه با استفاده از روش رسوب دادن جزء به جزء املاح آن‌ها مانند اکسالاتها یا تارتاراتها یا پیکراتها انجام می‌گیرد. اگر مخلوط آلکالوئیدها پیچیده باشد و در ضمن مقادیر اندکی از آلکالوئیدها مورد نیاز باشد در این صورت از روش‌های کروماتوگرافی برای جداسازی استفاده می‌گردد. هر چند عصاره‌گیری با مایع درنقطه فوق بحرانی تا به حال برای تعداد زیادی از آلکالوئیدها به کار نرفته‌است لیکن امکان افزایش اهمیت این روش برای آلکالوئیدها در آینده وجود دارد. الکالوئیدهای مایع و فرار مانند نیکوتین و کونین را می‌توان به خوبی از راه تقطیر جداسازی نمود. در این مورد ابتدا عصاره مائی را با سود یا بی کربنات سدیم قلیایی نموده و سپس آلکالوئید را تقطیر می‌نمایند. نیکوتین حشره کش مهمی است و مقادیر زیادی از این آلکالوئید را از قسمتهایی از گیاه تنباکو که برای تهیه توتون مورد استفاده قرار نمی‌گیرد به دست می‌آورند.